# Szilárd Sándor
Szilárd Sándor (? nem ismert –) magyar színész.

## Életpályája
Önmagáról mesélte 1991-ben:

„Ha megpróbálok elszámolni magammal, hogy miért is akartam színész lenni, valószínűleg azért, mert némi függetlenségre vágytam. Mit tudtam én, hogy micsoda függőség a színész élete! De talán azért nem volt olyan gyötrelmes számomra a pályától való fokozatos elválás sem. Hogy vajon társadalomtudományi pályán milyen lehetőségeim lettek volna? Hát... nem tudom…Az utóbbi időben már szerző is vagyok… univerzális ember, mint Erdélyi Miska annak idején… ”

1957–1961 között a Színház- és Filmművészeti Főiskola hallgatója volt, és a Jókai Színházban gyakornokoskodott. Főiskolásként szerepelt a Fűre lépni szabad című magyar filmben, melyben Putnokit, Kéri vezérigazgató (Páger Antal) titkárát alakította. Osztálytársai közül Majczen Máriával és Sólyom Ildikóval együtt színészi pályájukat a Veszprémi Petőfi Színházban kezdték. 1964-től rövid ideig az Állami Déryné Színház tagja volt. Majd vándorszínésztársulatot szervezett, 1984-től gyerekelőadásokkal járták az ország művelődési házait. Itt már rendezéssel és dramatizálással is foglalkozott. Közben az ELTE Bölcsészettudományi Karán elvégezte a szociológia szakot. A színészettől fokozatosan visszavonult, az 1970-es években a pesterzsébeti Csiliben, majd az 1990-es években a budafoki művelődési központban főmunkatársként dolgozott.
Pályájáról mesélte:

„A hatvanas évek vége felé önállósítottam magam. Úgy döntöttem: a lehetőségeimhez képest szabad leszek. Azt hiszem, enyém volt hosszú idők múltán az első magánvándorszínházak egyike. Miniatűr társulatomnak a fénykorában 10 —12 tagja volt. Vándorolgattunk az országban a hatvanas évek végén, a hetvenes évek elején. Később gyerekszínházzá szerveződtünk. Ez szerény, de biztosnak látszó megélhetést adott. Közben újra feltámadt a szunnyadó szociológiai érdeklődésem és elvégeztem az ELTE bölcsészkarán a szociológia szakot. De nem lettem tőle kapósabb, bevallhatom…
A hetvenes évek végén a Csiliben kaptam állást. Kapcsolatba kerültem egy irodalmi színpadnak álcázott körrel, amolyan szabadabbul gondolkodókkal, Kenedi Jánossal, Csalog Zsolttal többek között. Volt olyan törekvésünk is, hogy szegénységvizsgálat… de ezt a témánkat „eltanácsolták.” Akkor nem lehetett… Aztán jöttek a nyolcvanas évek, a változások évei. Egy mai szemmel is felvilágosultnak mondható ember volt a vezetőnk, jól lehetett dolgozni vele. Azután 1984-ben megszerveztem újra a minitársulatot. Ötödik éve pedig a XXII. kerületi művelődési központban dolgozom, de azt bízvást elmondhatom, hogy ma nincs a kulturális életben kegyetlenebbül vergődő terület, mint éppen a miénk. Vergődik a színház, a képzőművészet, a film, az oktatásügy is, de a miénk már-már a halál… a színház nem olyan kardinális kérdés ma, mint a reformkorban volt. Nem csak nekem, a közönségnek se, azt hiszem.”

A rendszerváltással kapcsolatos gondolatai:

„Lehet, hogy engem a kezdődő szenilitás fogott el, meg az ifjúkori, 56-os nosztalgia, amikor elhittem, hogy valami egészen más világ kezdődik most. Dehát — eltemették, akiket eltemettek és mégis feledkeztek róluk rendesen. Döbbenetes ez a szelektív történelemszemlélet. Pedig úgy látszott: a magyar történelemben ez az első sikeres forradalom. De már megint túl öntudatosak és tévedhetetlenek a vezetők. Mégiscsak úgy általában, az emberiségben lehet valami végzetes hiba… 
Gyakran gondolok arra, a múltat kérőzve, a családomra emlékezve, hogy engem is — sokakkal együtt — az a sors fenyeget, mint 1945-ben az ötven év körüli átlagemberek sokaságát, a kis-középosztálybelieket. Emlékszem apám, a nagybátyáim hogyan tébláboltak abban a hirtelen megváltozott világban, nem lévén se fasiszták, se kommunisták, se győztesek, se áldozatok. Volt egy réteg — gondolom, nem is kicsi —, amelyiknek valahogy kiszaladt az ország a lába alól... nem a föld, hanem a haza, ahol otthon kellene éreznünk magunkat valamiképp. Én attól félek, hogy egyszercsak végképpen nem fogom itthon érezni Magyarországon magamat. Mert eddig legalább nyilvánvaló volt számomra, hogy miért van ez így, hogy mi az oka, de most…”

## Fontosabb színházi szerepei
- Anton Pavlovics Csehov: Három nővér... Tuzenbach
- Lev Nyikolajevics Tolsztoj: Háború és béke... Sándor cár
- William Shakespeare: Vízkereszt vagy amit akartok... Nemes Keszeg András
- Carlo Goldoni: A fogadósné... Albafiorita, gróf
- Marcel Achard: A világ legszebb szerelme... Ludovico de Rochenoire kapitány
- Tennessee Williams: A vágy villamosa... Fiatalember
- George Bernard Shaw: Az ördög cimborája... Hawkins, ügyvéd
- Mesterházi Lajos: A tizenegyedik parancsolat... Jóska
- Vészi Endre: Árnyékod át nem lépheted... Adalbert, diák
- Peter Zvon: Sírva vigadunk... A költő
- Tudor Muşatescu: Titanic keringő... Traian
- Jókai Mór: A kőszívű ember fiai... Jenő; Goldner Fritz
- Jókai Mór – Vereczkey Zoltán: Szerelem bolondjai... Elemér, Harter Nándor fia
- Gárdonyi Géza – Schwajda György: A láthatatlan ember... Zobogány, görög
- Mikszáth Kálmán: Galamb a kalitkában[2]
- Viktor Szergejevics Rozov: Felnőnek a gyerekek... Vagyim

## Filmek, tv
- Fűre lépni szabad (1960)